# USS Liscome Bay (CVE-56)
USS Liscome Bay (CVE-56) là một tàu sân bay hộ tống lớp Casablanca được Hải quân Hoa Kỳ chế tạo trong Chiến tranh Thế giới thứ hai; tên nó được đặt theo vịnh Liscome thuộc đảo Dall trong chuỗi quần đảo Alexander ở Alaska. Liscome Bay bị mất do trúng ngư lôi từ tàu ngầm đối phương trong Trận Tarawa vào ngày 24 tháng 11 năm 1943, với tổn thất nhân mạng nặng nề. Nó được tặng thưởng một Ngôi sao Chiến trận do thành tích phục vụ trong Thế Chiến II.

## Thiết kế và chế tạo
Con tàu được đặt lườn tại Xưởng tàu Vancouver của hãng Kaiser Company, Inc. ở Vancouver, Washington vào ngày 9 tháng 12 năm 1942 với dự định sẽ chuyển giao cho Hải quân Hoàng gia Anh như là chiếc HMS Ameer. Nó được hạ thủy vào ngày 19 tháng 4 năm 1943; được đỡ đầu bởi bà Ben Moreell, phu nhân Trưởng văn phòng Xưởng tàu Hải quân. Nó được đổi tên thành Liscome Bay vào ngày 28 tháng 6 năm 1943 và xếp lại ký hiệu lườn thành CVE-56 vào ngày 15 tháng 7 năm 1943. Liscome Bay được Hải quân sở hữu và nhập biên chế vào ngày 7 tháng 8 năm 1943 dưới quyền chỉ huy của Hạm trưởng, Đại tá Hải quân Irving D. Wiltsie.

## Lịch sử hoạt động
Sau khi hoạt động huấn luyện dọc theo vùng bờ Tây, Liscome Bay khởi hành từ San Diego, California vào ngày 21 tháng 10 năm 1943, đi đến Trân Châu Cảng một tuần sau đó. Sau khi được thực hành và huấn luyện hoạt động bổ sung, chiếc tàu sân bay lên đường cho nhiệm vụ tác chiến đầu tiên nhưng cũng là cuối cùng của nó. Trong thành phần Đội tàu sân bay 24, nó rời Trân Châu Cảng ngày 10 tháng 11, gia nhập Lực lượng Đặc nhiệm 52, lực lượng tấn công phía Bắc dưới quyền Chuẩn đô đốc Richmond K. Turner, để hướng sang quần đảo Gilbert.
Cuộc tấn công bắn phá đánh dấu một đòn tấn công mạnh của Hoa Kỳ vào khu vực Trung tâm Thái Bình Dương bắt đầu lúc 05 giờ 00 ngày 20 tháng 11; chỉ trong vòng ba ngày sau, các đảo san hô Tarawa và Makin A đã bị chiếm. Máy bay của Liscome Bay đã tham gia trong tổng số 2.278 phi vụ được máy bay trên tàu sân bay thực hiện, vốn đã vô hiệu hóa sân bay đối phương, hỗ trợ cho cuộc đổ bộ, ném bom bắn phá và đánh chặn các cuộc không kích của đối phương. Sau khi các đảo được bình định, lực lượng hải quân Hoa Kỳ bắt đầu rút lui.
Ngày 23 tháng 11, một đội đặc nhiệm tạm thời được hình thành chung quanh ba tàu sân bay hộ tống dưới quyền Chuẩn đô đốc Henry M. Mullinnix: Liscome Bay, Coral Sea (CVE-57) và Corregidor (CVE-58), di chuyển cách 20 mi (32 km) về phía Tây Nam đảo Butaritari ở tốc độ 15 kn (28 km/h); lúc này tàu ngầm Nhật Bản I-175 cũng đi đến ngoài khơi Makin.
Lúc 04 giờ 30 phút ngày 24 tháng 11, chuông báo thức vang lên trên Liscome Bay; con tàu bước vào trực chiến lúc 05 giờ 05 phút, khi các đội bay chuẩn bị phóng máy bay của họ lúc bình minh. Đến khoảng 05 giờ 10 phút, một trinh sát viên bất ngờ hô lớn: "Có ngư lôi đang hướng đến". Quả ngư lôi đã đánh trúng phòng động cơ phía sau và làm kích nổ các quả bom máy bay dự trữ, gây ra một vụ nổ lớn và bắn tung những mảnh vỡ ra xa đến tận 5.000 yd (4.600 m). Một người chứng kiến cảnh tượng, Đại úy Hải quân John C. W. Dix, sĩ quan thông tin trên tàu khu trục Hoel, kể lại: "Tôi nghĩ đó là kho đạn (bị đánh trúng)... một quả cầu lửa khổng lồ màu cam bốc ra..."

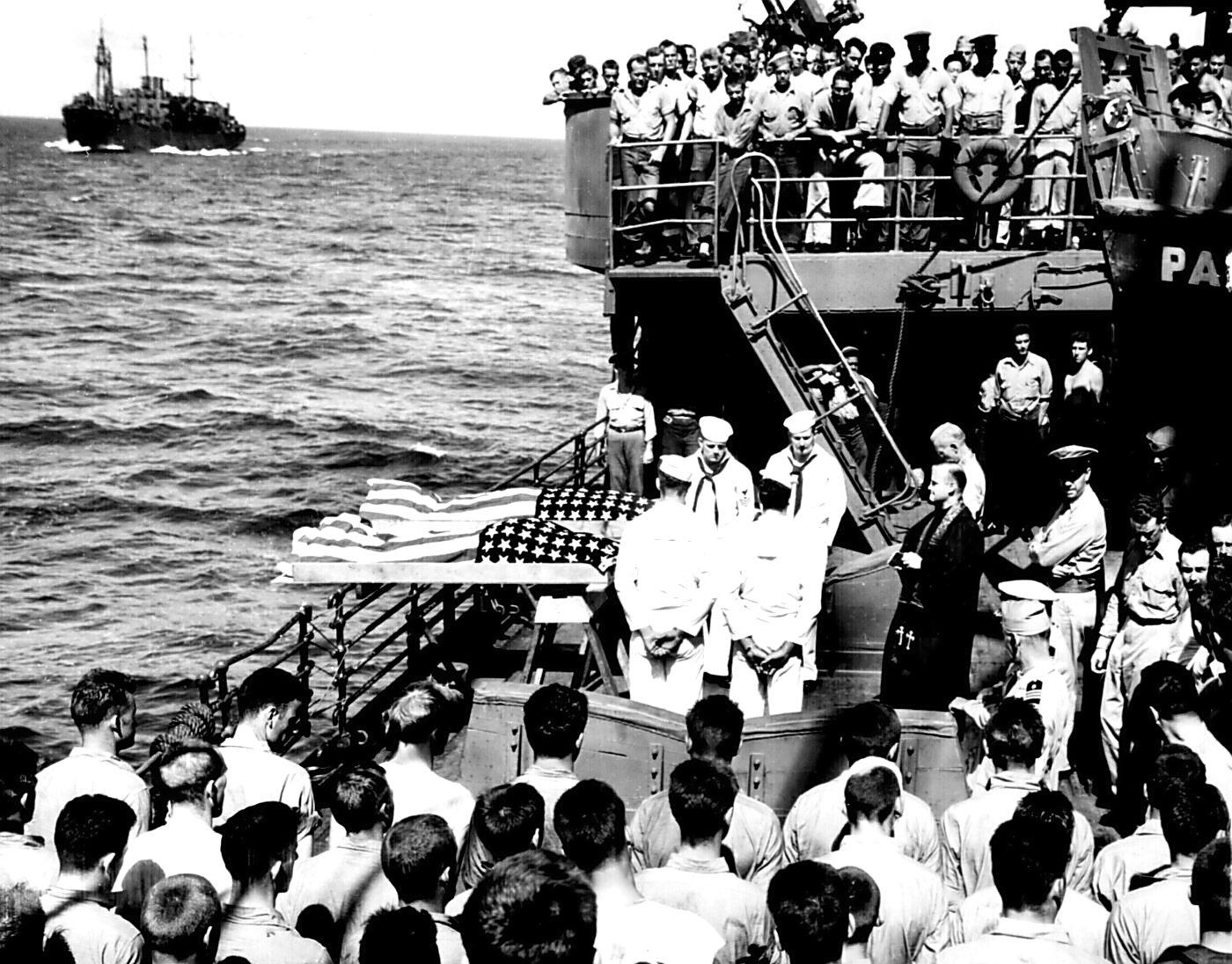
Nghi thức an táng trên biển hai nạn nhân của Liscome Bay trên chiếc tàu vận tải, có sự tham gia của những người sống sót được vớt. Tàu vận tải ở phía hậu cảnh.

Đến 05 giờ 33 phút, Liscome Bay nghiêng sang mạn phải và đắm ở tọa độ 2°34′B 172°30′Đ / 2,567°B 172,5°Đ, mang theo 53 sĩ quan và 591 thủy thủ, trong đó bao gồm Đô đốc Mullinix, Đại tá Hạm trưởng Wiltsie, và người anh hùng của Trận Trân Châu Cảng, thủy thủ Doris Miller. Trong tổng số 916 thành viên thủy thủ đoàn, chỉ có 272 người được các tàu khu trục Morris (DD-417), Hughes (DD-410) and Hull (DD-350) cứu vớt; hầu hết những người sống sót đã tập trung lên boong tàu ngay sau khi quả ngư lôi đánh trúng, những quả bom trong kho chứa phát nổ ít phút sau đó, có thể do trúng một quả ngư lôi thứ hai. Trong số những người sống sót có Trung úy Hải quân Robert Keeton, một học giả Luật sau này.
Nếu tính chung bao gồm những thủy thủ của Liscome Bay thiệt mạng, tổn thất của phía Hoa Kỳ trong cuộc đổ bộ lên đảo Makin còn lớn hơn cả lực lượng Nhật Bản đồn trú tại đây.

## Phần thưởng
Pringle được tặng thưởng mười Ngôi sao Chiến trận do thành tích phục vụ trong Thế Chiến II.